# 아사쿠라 도시오 (인류학자)
아사쿠라 도시오(일본어: 朝倉 敏夫, あさくら としお, 1950년~)는 일본의 인류학자, 한국사회연구자이다. 국립민족학박물관 민족사회연구부 교수, 종합연구대학원대학 문화과학연구과 교수, 한국문화인류학회 회외이사를 맡고 있다.
인문사회과학 계열에서 일본최대의 국립연구소에서 한국문화에 관한 연구, 교육, 전시, 홍보를 담당하고 있다. 음식문화 연구를 비롯해 일본에서 한국문화 연구의 일인자로 알려진 인물이다.

## 생애

### 학력
- 1974년 무사시(武蔵)대학 인문학부 사회학과 졸업
- 1977년 메이지(明治)대학 대학원 정치경제학연구과 석사과정 수료
- 1985년 메이지(明治)대학 대학원 정치경제학연구과 박사과정 만기

### 직력
- 1988년 국립민족학박물관 제4연구부 조수(en:research associate)
- 1994년 국립민족학박물관 제1연구부 부교수
- 2001년 국립민족학박물관 민족사회연구부 교수
- 2006년 국립민족학박물관 민족문화연구부 교수・연구부장
- 2008년 국립민족학박물관 민족사회연구부 교수

## 특기사항
- MBC 대장금이 일본 NHK에서 방송되었을 때의 감수자.
- MBC 태왕사신기가 일본 NHK에서 방송되었을 때의 감수자.